# Kullashara kalifella
Kullashara kalifella är en fjärilsart som beskrevs av Hans Georg Amsel 1949. Kullashara kalifella ingår i släktet Kullashara och familjen Symmocidae. Inga underarter finns listade i Catalogue of Life.